# Лен, Жан-Мари
Жан-Мари Лен (фр. Jean-Marie Lehn; род. 30 сентября 1939, Росайм, деп. Нижний Рейн) — французский химик, основоположник супрамолекулярной химии. Нобелевский лауреат по химии (1987).
Член Французской АН, иностранный член НАН США (1980), Лондонского королевского общества (1993).
Нобелевской премии удостоился совместно с Ч. Дж. Педерсеном и Д. Дж. Крамом «за разработку и применение молекул со структурно-специфическими взаимодействиями с высокой селективностью».

## Биография
Родился в семье булочника. Поступил в Страсбургский университет, в 1963 году закончил аспирантуру этого вуза (степень доктора - docteur ès sciences). В 1963—1964 годах стажировался в лаборатории Р. Б. Вудворда в Гарвардском университете. В 1963—1979 годах преподавал в Страсбургском университете (с 1970 года профессор, ныне эмерит), с 1979 года профессор Коллежа де Франс - в последнем ныне почётный профессор химии. Член Высшего совета по науке и технологии (с 2006 года).
Основные направления исследований — органический синтез и химия комплексных соединений.
С 2010 года член Консультативного научного Совета Фонда «Сколково».
Почётный член Королевского общества химии Великобритании.

## Общественная деятельность
В 1992 году подписал «Предупреждение человечеству».
В 2016 году подписал письмо с призывом к Greenpeace, Организации Объединенных Наций и правительствам всего мира прекратить борьбу с генетически модифицированными организмами (ГМО).

## Награды и отличия
- 1976 — Кавалер ордена «За заслуги»
- 1980 — Премия столетия
- 1981 — Золотая медаль Пия XI
- 1981 — Золотая медаль Национального центра научных исследований
- 1982 — Премия Парацельса[нем.]
- 1982 — Премия Гей-Люссака — Гумбольдта[англ.]
- 1983 — Кавалер ордена Почётного легиона
- 1986 — Лекции 3M
- 1987 — Нобелевская премия по химии (совместно с Ч. Дж. Педерсеном и Д. Дж. Крамом)
- 1988 — Большая золотая медаль SEP
- 1988 — Офицер ордена Почётного легиона
- 1989 — Премия Карла Циглера[нем.]
- 1989 — Кавалер ордена Академических пальм
- 1990 — Премия Роберта Робинсона[нем.]
- 1990 — Pour le Mérite[10]
- 1993 — Офицер ордена «За заслуги»
- 1996 — Командор ордена Почётного легиона
- 1997 — Медаль Лавуазье[фр.]
- 1997 — Медаль Дэви
- 2001 — Австрийский почётный крест «За науку и искусство» 1 класса (Австрия)[11]
- 2004 — Великий офицер ордена «За заслуги перед культурой»[рум.] в категории H «Научные Исследования» (Румыния)[12]
- 2009 — Командор ордена Заслуг перед Федеративной Республикой Германия (Германия)[11]
- 2012 — Золотая медаль Дерека Бартона[нем.]
- 2014 — Великий офицер ордена Почётного легиона[13]
- 2014 — Почётный доктор Оксфорда[14]
- 2015 — Медаль Онсагера[англ.]
- 2019 — Орден Восходящего солнца II степени (Япония)[11]

## Сочинения
- Лен Ж.-М. Супрамолекулярная химия. Концепции и перспективы. — Новосибирск: Наука, 1998. — 334 с.